# Chiesa di Sant'Orsola e San Sebastiano
La chiesa di Sant'Orsola e San Sebastiano, o anche semplicemente chiesa di Sant'Orsola (in tedesco St. Ursula und Sebastian Kirche) è la parrocchiale di Plata (Platt), frazione di Moso in Passiria (Moos in Passeier) in Alto Adige. Appartiene al decanato di Merano-Passiria della diocesi di Bolzano-Bressanone e risale al XV secolo.

## Descrizione
La chiesa è un monumento sottoposto a tutela col numero 16126 nella provincia autonoma di Bolzano.